# Jean-Pascal Cogné
Pour les articles homonymes, voir Cogné.
Jean-Pascal Cogné, né le 18 avril 1955 à Rennes et mort le 9 mars 2017 dans le 13e arrondissement de Paris,, est un professeur à l'Université de Paris 7 et chercheur à l'Institut de physique du globe de Paris en géophysique, spécialisé en paléomagnétisme.

## Carrière
Jean-Pascal Cogné soutient en 1983 une thèse de 3e cycle en géologie, intitulée Étude paléomagnétique et déformation inverse de l'aimantation de séries naturelles déformées, sous la direction de Norbert Bonhommet, et en 1987 une thèse d'État, toujours à Rennes, ayant pour titre Contribution à l'étude paléomagnétique de roches 
déformées,.
Jean-Pascal Cogné est assistant (1983-1988) puis maître de conférences (1988-1990) en géophysique interne à l'université de Rennes ; depuis 1990, il est professeur de géophysique à université Denis Diderot et rattaché à l'Institut de physique du globe, dans l'équipe dupaléomagnétisme.  De 1994 à 1999 il est directeur de l'UFR "Sciences physiques de la Terre" de l’université Paris 7,.
Ses activités de recherche sont centrés autour du paléomagnétisme. Elles l'ont conduit à effectuer de nombreuses missions sur le terrain (près de 20 entre 1988 et 2009).

## Prix et distinctions
- 2007 : Prix Paul Doistau-Émile Blutet en sciences de l'univers, « pour ses contributions à la compréhension des mécanismes de la déformation de l’échelle du minéral à celle des continents, et notamment son utilisation du paléomagnétisme pour déchiffrer ces mécanismes »[7].

## Publications
Jean-Pascal Cogné est coauteur d'un manuel d'enseignement de géophysique :
- Jacques Dubois, Michel Diament, Jean-Pascal Cogné et Antoine Mocquet, Géophysique, cours et exercices, Malakoff, Dunod, coll. « Sciences sup », 2016, 5e éd., viii+263 (ISBN 978-2-10-075293-5, ISSN 1636-2217, SUDOC 195777670).